# Antoine de Siya

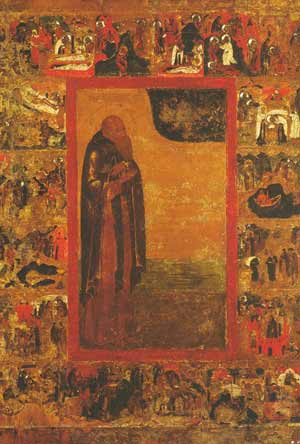
Antoine de Siya, icône du XVIIe siècle

Antoine de Siya (russe : Антоний Сийскийn, Antoni Sijski, nom de baptême André), né vers 1477-1479 dans le village de Kiechta (sur la Dvina septentrionale) et mort en 1556 au monastère de la Trinité de la Siya, est un moine orthodoxe russe qui a été proclamé saint après sa mort. 

## Biographie
André (Andreï en russe) est né dans une famille de riches propriétaires terriens. Il reçoit une éducation approfondie, apprenant entre autres l'iconographie. Après la perte de ses parents, il se rend à Novgorod et se met au service du boyard local pendant cinq ans. Il se marie, mais sa femme meurt un an plus tard. Cet événement le décide de rejoindre un monastère, celui de Kargopol. André distribue toute sa richesse aux pauvres. Il prononce les vœux éternels des moines, prenant le nom d'Antoni (Antoine), vivant en ermite pendant sept ans. Peu après, il est ordonné higoumène.
Alors qu'il a déjà sept disciples, il s'installe sur les rives de la rivière Siya (ru) (dans l'actuel oblast d'Arkhangelsk, en Russie) où il construit une chapelle en 1520, avant d'y fonder un monastère qui porte son nom.
Il quitte plusieurs fois le monastère, à la recherche de solitude. Il meurt en 1556 dans sa 79e année.

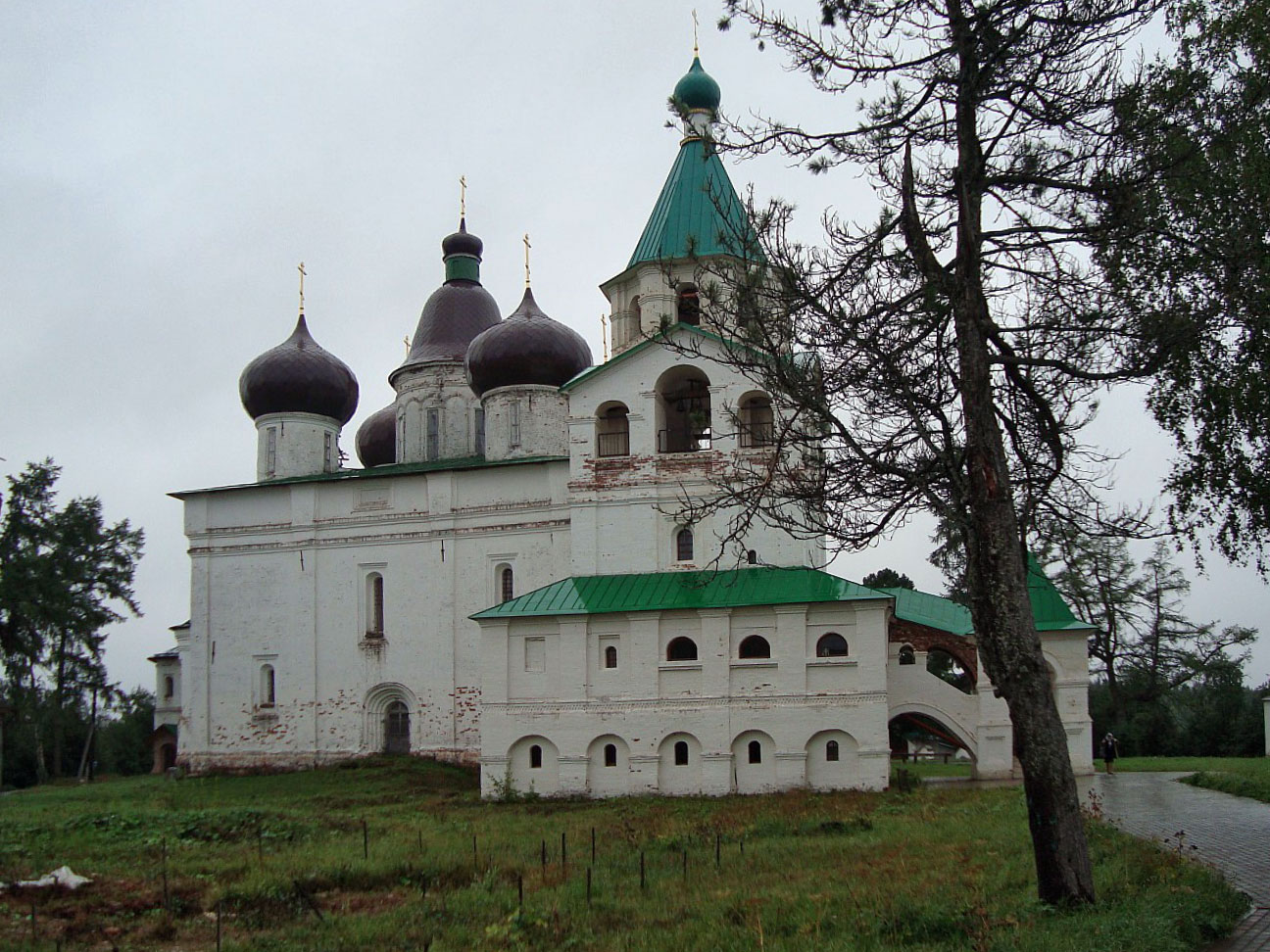
Le monastère de Siya.

## Canonisation
Antoine de Siya  a été canonisé en 1579 par l'Église orthodoxe russe. Il est fêté le 7 décembre.